# Лубківський Маркіян Романович
Маркія́н Рома́нович Лубкі́вський (нар. 2 вересня 1971, Львів) — український дипломат, політичний і громадський діяч, Надзвичайний і Повноважний Посол України (серпень 2008), державний службовець 1 рангу. Син письменника Романа Лубківського, старший брат громадського діяча та дипломата Данила Лубківського.

## Освіта
Народився у Львові, де закінчив місцеву середню школу № 4 з поглибленим вивченням англійської мови (тепер Львівська лінгвістична гімназія) і філологічний факультет державного університету імені Івана Франка (1993, «Слов'янські мови та літератури»).
Володіє іноземними мовами: англійською, сербськохорватською, російською, польською.

## Дипломатична робота
Від серпня 1995 до березня 1996 — аташе Управління Європи та Америки, МЗС України.
Від березня 1996 до грудня 1999 — аташе, 3-й секретар, Посольство України в Союзній Республіці Югославії. Був перекладачем під час офіційних переговорів керівництва Української Держави із Президентом СРЮ Слободаном Мілошевичем.
1999 року, під час проведення операції НАТО «Союзна Сила», був серед тих українських дипломатів, які залишилися виконувати свої службові обов‘язки в Югославії, попри небезпеку.
Від лютого 2000 — 2-й секретар Управління політичного аналізу та планування МЗС України.
Від лютого 2001 — 2-й секретар, від грудня 2001 — 1-й секретар Кабінету Міністра МЗС України. У якості помічника міністра, забезпечував роботу оргкомітету з підготовки візиту Папи Римського Івана-Павла-II в Україну.
Від лютого 2003 — в.о. начальника прес-служби МЗС України. Від серпня 2004 — начальник прес-служби, речник Міністерства закордонних справ України.
Від березня 2005 до грудня 2005 — заступник Державного секретаря України.
Від грудня 2005 до грудня 2006 — радник Президента України — керівник Головної служби гуманітарної політики Секретаріату Президента України.
Від 16 грудня 2006 до 12 травня 2009 — Надзвичайний та Повноважний Посол України в Хорватії. Від 12 вересня 2007 до 12 травня 2009 — Надзвичайний та Повноважний Посол України в Боснії та Герцеговині за сумісництвом.
Впродовж посольської місії у Хорватії 2006-2009 р.р., ініціює проведення цілої низки культурно-просвітницьких заходів, зокрема, виставок та концертів, власним коштом видає збірки української поезії для хорватів та хорватської поезії для українців. Під час перебування в Хорватії, ця країна стала першою з країн ЄС, яка запровадила тимчасовий безвізовий режим для громадян України.

## Державна служба
Після перемоги «Помаранчевої революції» від березня 2005 до грудня 2005 — працює під керівництвом Олександра Зінченка на посаді заступника Державного секретаря України.
2014 року, із початком військової агресії РФ проти України, йде працювати радником Голови СБУ Валентина Наливайченка. Від вересня 2014 до червня 2015 року — опікується питаннями інформаційної політики та зв‘язків із громадськістю, координує питання комунікації СБУ із ЗМІ, іноземними партнерами та громадянським суспільством.
У червні 2015 року, після відставки В.Наливайченка, звільняється з посади та відмовляється від статусу «Учасника бойових дій» на знак незгоди із тим, що багато волонтерів та добровольців не можуть отримати відповідний офіційний статус, попри наявність беззаперечних заслуг перед Батьківщиною.

## Політична і громадська діяльність
У розпал «Помаранчевої революції», в листопаді 2004 року, будучи керівником прес-служби та речником МЗС України, став одним із авторів та ініціаторів резонансної «Заяви дипломатів на підтримку чесних виборів», яку підписало більше півтори сотні українських дипломатів.
| | \| «Ми не можемо мовчки спостерігати за ситуацією, яка здатна поставити під сумнів демократичний розвиток України, звести нанівець багаторічні зусилля з повернення нашого народу до Європи і, врешті, призвести до міжнародної ізоляції держави», — йдеться в заяві, яку оприлюднив в прес-центрі Віктора Ющенка речник Міністерства закордонних справ Маркіян Лубківський.[5]. \| |
| «Ми не можемо мовчки спостерігати за ситуацією, яка здатна поставити під сумнів демократичний розвиток України, звести нанівець багаторічні зусилля з повернення нашого народу до Європи і, врешті, призвести до міжнародної ізоляції держави», — йдеться в заяві, яку оприлюднив в прес-центрі Віктора Ющенка речник Міністерства закордонних справ Маркіян Лубківський.. | |

У грудні 2013 року, будучи Головою оргкомітету «Євробаскет-2015», публічно виступив на підтримку щойно розпочатих акцій Євромайдану та курсу на підписання угоди про Асоціацію Україна-ЄС.
| | \| «Як український дипломат і людина, яка вже майже чотири роки реалізує проекти таких авторитетних європейських спортивних структур як УЄФА та ФІБА, я розділяю позицію людей, які вийшли на Майдан заради свого європейського майбутнього…» — заявив М.Лубківський.[6]. \| |
| «Як український дипломат і людина, яка вже майже чотири роки реалізує проекти таких авторитетних європейських спортивних структур як УЄФА та ФІБА, я розділяю позицію людей, які вийшли на Майдан заради свого європейського майбутнього…» — заявив М.Лубківський.. | |

У березні 2014 року М.Лубківський закликав Міжнародну федерацію футболу (FIFA) виключити збірну РФ із числа учасників фінального етапу Чемпіонату Світу з футболу в Ріо-де-Жанейро через вторгнення російський військ на територію України.
Від початку АТО на Сході України, бере активну участь у підтримці волонтерських проектів «ПДМШ ім. М.Пирогова» та «Центру підтримки аеророзвідки Марії Берлінської»
.
2015 року, разом із Валентином Наливайченком стає одним із співзасновників та членом політради партії «Справедливість».
Неодноразово виступав із ініціативою щодо створення в Україні Міністерства у справах захисників Вітчизни за зразком відповідного хорватського міністерства.
Наприкінці 2017 — на початку 2018 року, разом із лідерами нових українських опозиційних сил, бере участь у анти-владних протестних заходах в центрі Києва

.
У червні 2018 р. виступив на підтримку ідеї скликання Конститутанти та укладання Нового Суспільного Договору, які було проголошено Ю.Тимошенко[джерело?]. У якості експерта долучився до роботи із підготовки відповідних змін.

## Ділова діяльність
Від липня 2009 — директор Турніру УЄФА ЄВРО 2012 в Україні, керівник Місцевого організаційного комітету «ЄВРО 2012 Україна».
2013—2014 р.р. — гендиректор компанії «DO&CO Kyiv», однієї із найбільших європейських кейтерингових компаній, яка бере участь у забезпеченні заходів UEFA, F1, WTA та ATP.
2013—2015 р.р. — голова місцевого оргкомітету «Євробаскет-2015». В якості голови оргкомітету, у березні 2014 року М.Лубківський публічно заявив про неможливість проведення турніру в Україні через війну та скрутне економічне становище, а також висловив сподівання щодо проведення такого чемпіонату в майбутньому.

## Дипломатичний ранг
З 2008 року має дипломатичний ранг Надзвичайного і Повноважного посла України, який законодавчо прирівняний до 1 рангу державного службовця.

## Нагороди
- Орден князя Браніміра (Республіка Хорватія) за значний внесок у розвиток українсько-хорватських відносин (травень 2003).
- Орден «За Заслуги» III ступеню за значний особистий внесок у підготовку і проведення в Україні фінальної частини ЄВРО-2012, успішну реалізацію інфраструктурних проектів, забезпечення правопорядку і громадської безпеки під час турніру, піднесення міжнародного авторитету Української Держави, високий професіоналізм (червень 2012).

## Родина
Одружений, виховує дочку